# Ubojstvo u Orient Expressu
Ubojstvo u Orient Expressu (izdan 1934.), roman "kraljice krimića" s glavnim likom Herculeom Poirotom. 

## Radnja
Hercule Poirot je u Orient Expressu i prepoznaje vrlo bliskog prijatelja. Uvodna poglavlja romana uglavnom se odvijaju u Istanbulu. Ostatak romana odvija se na prostoru bivše Jugoslavije, s vlakom zarobljenim u snijegu negdje između Vinkovaca i Slavonskog Broda. Iduće jutro Samuel Edward Ratchett nađen je izboden (12 uboda nožem) u svom kupeu. U vlaku je s Poirotom bilo 13 osoba koje na prvi pogled nemaju ništa zajedničko, ali to se promijeni kada se otkrije pravi identitet ubijenog i većine ostalih u vlaku.

## Ekranizacija
Prvi put je ekraniziran 1974. u filmu s Albertom Finneyom u glavnoj ulozi.
Drugi put je ekraniziran 2001. u TV filmu s Alfredom Molinom u glavnoj ulozi.
Treći put je ekraniziran 2010., u dvanaestoj sezoni (2010.–11.) TV serije Poirot s Davidom Suchetom u glavnoj ulozi.
Četvrti put je ekraniziran 2017. u filmu s Kennethom Branaghom u glavnoj ulozi.

## Poveznice
- Ubojstvo u Orient Expressu  Arhivirana inačica izvorne stranice od 14. srpnja 2014. (Wayback Machine) na Agatha-Christie.net, najvećoj domaćoj stranici obožavatelja Agathe Christie